# Chicago P.D. (9.ª temporada)
A nona temporada da série de televisão dramática estadounidense Chicago P.D. foi encomendada em 27 de fevereiro de 2020 pela NBC, estreou em 22 de setembro de 2021 e foi finalizada em 25 de maio de 2022, contando com 22 episódios. A temporada foi produzida pela Universal Television em associação com a Wolf Entertainment, com Dick Wolf como produtor executivo e Derek Haas, Michael Brandt e Rick Eid como produtores. A temporada foi ao ar na temporada de transmissão de 2021-22 às noites de quarta-feira às 22h00, horário do leste dos EUA.
A nona temporada estrela Jason Beghe como Sargento Henry "Hank" Voight, Jesse Lee Soffer como Detetive Jay Halstead, Tracy Spiridakos como Detetive Hailey Upton, Patrick John Flueger como Oficial Adam Ruzek, Marina Squerciati como Oficial Kim Burgess, LaRoyce Hawkins como Oficial Kevin Atwater e Amy Morton como Sargento Trudy Platt.
A temporada terminou com uma audiência média de de 9.15 milhões de telespectadores e ficou classificada em 13.º lugar na audiência total e classificada em 9.º no grupo demográfico de 18 a 49 anos.

## Elenco e personagens

### Principal
- Jason Beghe como Sargento Henry "Hank" Voight
- Jesse Lee Soffer como Detetive Jay Halstead
- Tracy Spiridakos como Detetive Hailey Upton
- Patrick John Flueger como Oficial Adam Ruzek
- Marina Squerciati como Oficial Kim Burgess
- LaRoyce Hawkins como Detetive Kevin Atwater
- Amy Morton como Sargento Trudy Platt

### Recorrente
- Nicole Ari Parker como Superintendente Samantha Miller
- Ramona Edith Williams como Makayla Burgess
- Carmela Zumbado como Anna Avalos
- Alex Morf como Agente Especial Walker North
- Amanda Payton como Celeste Nichols

### Crossover
- Guy Lockard como Dr. Dylan Scott (De Chicago Med)

## Episódios
| N.º na série | N.º na temp. | Título               | Dirigido por       | Escrito por                                                     | Exibição original       | Audiência (milhões) |
| --- | ------------ | -------------------- | ------------------ | --------------------------------------------------------------- | ----------------------- | ------------------- |
| 165 | 1            | "Closure"            | Vince Misiano      | Rick Eid & Gwen Sigan                                           | 22 de setembro de 2021  | 6.54                |
| Enquanto Burgess luta por sua vida no Chicago Med, Ruzek tenta lidar com o estresse de ver alguém de quem gosta ferido enquanto tenta impedir que a filha de Burgess, Makayla, descubra. Voight e Upton discutem sobre como lidar com as consequências de suas ações na noite anterior, quando Upton matou o agressor de Burgess, Roy Walton, em legítima defesa depois que Voight o submeteu a um interrogatório desonesto e Voight se livrou de seu corpo. Enquanto isso, a vice-superintendente Miller insiste que Walton seja levado à justiça pelos assassinatos de seu filho e de outros três. As circunstâncias se complicam quando um associado de Walton faz uma mulher como refém e exige expor as ações de Voight e Upton em troca de sua segurança. |              |                      |                    |                                                                 |                         |                     |
| 166 | 2            | "Rage"               | Chad Saxton        | Gavin Harris & Matthew Newman                                   | 29 de setembro de 2021  | 6.22                |
| O estupro e assassinato de um informante que estava trabalhando com Ruzek acaba sendo um dos vários ataques sexuais e homicídios aparentemente aleatórios, onde as vítimas eram todas ex-presidiárias com o mesmo oficial de condicional. Quando uma vítima consegue escapar do agressor, Voight pede a ajuda de Burgess para que ela o identifique. Depois de se encontrar com a vítima, Burgess fica determinada a restaurar sua sensação de segurança. Enquanto isso, Burgess continua a lidar com seus ferimentos, com o apoio de Ruzek, e se preocupa com seu futuro na Unidade de Inteligência. |              |                      |                    |                                                                 |                         |                     |
| 167 | 3            | "The One Next to Me" | Bethany Rooney     | Scott Gold                                                      | 6 de outubro de 2021    | 5.75                |
| Halstead é forçado a reviver seu passado quando seu ex-colega do exército está sendo investigado pela polícia de Chicago sobre uma explosão mortal na qual ele esteve envolvido. A dor e o arrependimento por seu papel na morte de Walton começam a afetar Upton. |              |                      |                    |                                                                 |                         |                     |
| 168 | 4            | "In the Dark"        | Carl Seaton        | Gwen Sigan                                                      | 13 de outubro de 2021   | 5.98                |
| Upton considera contar a Halstead sobre ter matado Walton, já que o arrependimento chega quando um suspeito quase comete suicídio enquanto está sob custódia, quando Upton revela mais informações do que deveria. Halstead começa a suspeitar que Voight pode estar envolvido. Enquanto isso, a unidade de inteligência investiga crianças sendo traficadas por homens mais velhos. Mais tarde, Upton ataca o suspeito e tem um ataque de pânico e Jay confronta Voight e dá um soco nele. |              |                      |                    |                                                                 |                         |                     |
| 169 | 5            | "Burnside"           | Brenna Malloy      | Ike Smith                                                       | 20 de outubro de 2021   | 5.57                |
| A unidade de Inteligência investiga um tiroteio mortal. Mais tarde, Atwater descobre que seu novo interesse amoroso pode ter uma conexão com o caso e é forçado a se disfarçar. |              |                      |                    |                                                                 |                         |                     |
| 170 | 6            | "End of Watch"       | Marc Roskin        | Gavin Harris                                                    | 27 de outubro de 2021   | 5.62                |
| Ruzek encontra um policial que o orientou anos atrás e pede ajuda a ele em um caso envolvendo crime organizado. Voight e Burgess suspeitam que os recentes problemas financeiros do policial o fizeram perder sua personalidade de "policial real" e podem atrapalhar a resolução do caso. |              |                      |                    |                                                                 |                         |                     |
| 171 | 7            | "Trust Me"           | Chad Saxton        | Matthew Newman                                                  | 3 de novembro de 2021   | 5.58                |
| A unidade de inteligência investiga uma quadrilha de drogas em Chicago e Voight recorre a um informante para obter ajuda no caso. Voight logo descobre que seu informante pode estar envolvido em uma quadrilha de drogas. |              |                      |                    |                                                                 |                         |                     |
| 172 | 8            | "Fractures"          | Charles S. Carroll | Scott Gold                                                      | 10 de novembro de 2021  | 5.58                |
| Voight recebe a notícia de que o FBI está investigando o desaparecimento de Roy Walton com o restante da unidade de inteligência. Upton começa a se preocupar com os empregos dela e de Halstead enquanto a investigação continua. Enquanto isso, a equipe investiga o esfaqueamento de um pai na frente de suas duas filhas. |              |                      |                    |                                                                 |                         |                     |
| 173 | 9            | "A Way Out"          | Lisa Robinson      | Gwen Sigan                                                      | 8 de dezembro de 2021   | 5.64                |
| A unidade de inteligência investiga o tiroteio em um ônibus local que deixa o motorista do ônibus morto. Enquanto isso, com o FBI se aproximando, Voight e Halstead tentam bolar um plano para livrar Upton e eles mesmos. O episódio termina com Upton e Halstead revelando que eles se casaram secretamente. |              |                      |                    |                                                                 |                         |                     |
| 174 | 10           | "Home Safe"          | Lisa Demaine       | Elena Perez                                                     | 5 de janeiro de 2022    | 6.06                |
| A unidade de Inteligência procura uma criança desaparecida para o que acaba sendo uma situação complicada e incômoda. Enquanto isso, Ruzek e Burgess ficam chocados ao descobrir que o tio de Makayla está buscando a custódia. Além disso, Halstead e Upton revelam seu casamento com a unidade. |              |                      |                    |                                                                 |                         |                     |
| 175 | 11           | "Lies"               | Eif Rivera         | História por : Gavin Harris & Ike Smith Roteiro por : Ike Smith | 12 de janeiro de 2022   | 5.81                |
| A Unidade investiga um caso de tráfico de drogas ligado a combates clandestinos. Atwater se debate se deve ou não revelar sua profissão para sua namorada, Celeste, e toma uma decisão. |              |                      |                    |                                                                 |                         |                     |
| 176 | 12           | "To Protect"         | Bethany Rooney     | Gavin Harris                                                    | 19 de janeiro de 2022   | 5.79                |
| Voight faz outra tentativa de derrubar a violenta gangue Los Temidos, mas teme que as experiências anteriores de Anna Avalos, sua informante, com a gangue possam torná-la um risco quando ela é ameaçada enquanto disfarçada. |              |                      |                    |                                                                 |                         |                     |
| 177 | 13           | "Still Water"        | Chad Saxton        | Gwen Sigan                                                      | 23 de fevereiro de 2022 | 6.01                |
| Upton testemunha um acidente de carro fora de controle no rio Chicago e pula para o resgate, mas ela é forçada a abandonar um dos dois ocupantes presos e mais tarde descobre algo horrível sobre a pessoa que ela conseguiu salvar. |              |                      |                    |                                                                 |                         |                     |
| 178 | 14           | "Blood Relation"     | Guy Ferland        | Scott Gold                                                      | 2 de março de 2022      | 5.81                |
| A Unidade de Inteligência encontra-se no rastro de um astuto cultista que fez lavagem cerebral e usa mulheres para matar aqueles que ele sentiu que o prejudicaram. Enquanto isso, Burgess, com o apoio de Ruzek, luta contra o tio biológico de Makayla pela custódia e vence, mas quando ela e Ruzek voltam para casa para comemorar, eles encontram a babá de Makayla terrivelmente ferida e Makayla se foi. |              |                      |                    |                                                                 |                         |                     |
| 179 | 15           | "Gone"               | Brenna Malloy      | Matthew Newman                                                  | 9 de março de 2022      | 6.38                |
| A unidade corre para descobrir quem sequestrou Makayla e descobre que seu pai biológico encarcerado, Tariq, orquestrou o sequestro para resgatar dinheiro de Theo, tio de Makayla, a fim de pagar suas dívidas de prisão; enquanto isso, Burgess e Ruzek discutem sobre como trazer Makayla de volta. |              |                      |                    |                                                                 |                         |                     |
| 180 | 16           | "Closer"             | Chad Saxton        | Gwen Sigan                                                      | 16 de março de 2022     | 5.33                |
| Quando um jovem é morto a tiros do lado de fora da padaria de Javier Escano, o chefão de Los Temidos que a Unidade de Inteligência está investigando, Voight se apoia em sua informante Anna para descobrir se o atirador e Escano estão conectados. Complicações e suspeitas surgem quando o atirador, ferido anteriormente por Halstead, retorna à padaria em busca de ajuda, forçando Voight e Anna a tomar algumas decisões difíceis para se aproximar de Escano. |              |                      |                    |                                                                 |                         |                     |
| 181 | 17           | "Adrift"             | Marc Roskin        | Gavin Harris                                                    | 6 de abril de 2022      | 5.71                |
| A busca de Ruzek por Olivia, a filha de seu ex-professor de inglês, leva a equipe a uma séria investigação sobre drogas envolvendo um traficante paranóico e, enquanto disfarçado, Ruzek é forçado a correr um risco mortal para proteger Olivia. Enquanto isso, Ruzek e Burgess estão em desacordo sobre como lidar com as consequências traumáticas do sequestro de Makayla. |              |                      |                    |                                                                 |                         |                     |
| 182 | 18           | "New Guard"          | Takashi Doscher    | Scott Gold                                                      | 13 de abril de 2022     | 5.90                |
| Halstead recruta Dante Torres da academia de polícia, ambos trabalham juntos com o restante da unidade de inteligência durante uma investigação. No entanto, Halstead e o resto da equipe ficam mais preocupados com o passado de Torres. |              |                      |                    |                                                                 |                         |                     |
| 183 | 19           | "Fool's Gold"        | Bethany Rooney     | Ike Smith                                                       | 20 de abril de 2022     | 6.08                |
| Quando um residente rico é encontrado morto, a unidade de inteligência investiga para descobrir a verdade, suspeitando que talvez haja mais na história do que aparenta. |              |                      |                    |                                                                 |                         |                     |
| 184 | 20           | "Memory"             | Benny Boom         | Gwen Sigan                                                      | 11 de maio de 2022      | 5.56                |
| Voight e a unidade de inteligência investigam um caso arquivado para encontrar pistas sobre esse novo crime chocante; com o objetivo principal sendo memórias enterradas, o caso também deixa Burgess e Ruzek preocupados com a cura mental de Makayla. |              |                      |                    |                                                                 |                         |                     |
| 185 | 21           | "House of Cards"     | Vince Misiano      | Gavin Harris                                                    | 18 de maio de 2022      | 5.47                |
| Enquanto a equipe se aproxima do traficante Javier Escano, Voight é forçado a mentir para sua informante disfarçada, Anna, para mantê-la no caminho certo; a deterioração de sua confiança ameaça uma operação cada vez mais tênue. |              |                      |                    |                                                                 |                         |                     |
| 186 | 22           | "You and Me"         | Chad Saxton        | Gwen Sigan                                                      | 25 de maio de 2022      | 5.98                |
| Depois que uma explosão abala o caso, a equipe luta para finalmente derrubar Escano enquanto todos se aproximam de seu ponto de ruptura. |              |                      |                    |                                                                 |                         |                     |

## Recepção

### Audiência
| №  | Título               | Exibição original       | Rating/share (18–49) | Audiência (em milhões) | DVR (18–49) | Audiência em DVR (milhões) | Total (18–49) | Audiência total (em milhões) | Ref(s) |
| -- | -------------------- | ----------------------- | -------------------- | ---------------------- | ----------- | -------------------------- | ------------- | ---------------------------- | ------ |
| 1  | "Closure"            | 22 de setembro de 2021  | 0.9                  | 6.54                   | 0.5         | 2.90                       | 1.4           | 9.44                         | [ 28 ] |
| 2  | "Rage"               | 29 de setembro de 2021  | 0.8                  | 6.22                   | 0.5         | 2.81                       | 1.3           | 9.04                         | [ 29 ] |
| 3  | "The One Next to Me" | 6 de outubro de 2021    | 0.8                  | 5.75                   | 0.4         | 2.65                       | 1.2           | 8.40                         | [ 30 ] |
| 4  | "In the Dark"        | 13 de outubro de 2021   | 0.7                  | 5.98                   | 0.5         | 3.06                       | 1.2           | 9.05                         | [ 31 ] |
| 5  | "Burnside"           | 20 de outubro de 2021   | 0.7                  | 5.57                   | 0.6         | 3.26                       | 1.3           | 8.83                         | [ 32 ] |
| 6  | "End of Watch"       | 27 de outubro de 2021   | 0.7                  | 5.62                   | 0.5         | 2.82                       | 1.2           | 8.44                         | [ 33 ] |
| 7  | "Trust Me"           | 3 de novembro de 2021   | 0.7                  | 5.58                   | 0.5         | 2.72                       | 1.2           | 8.30                         | [ 34 ] |
| 8  | "Fractures"          | 10 de novembro de 2021  | 0.7                  | 5.58                   | 0.5         | 2.67                       | 1.2           | 8.25                         | [ 35 ] |
| 9  | "A Way Out"          | 8 de dezembro de 2021   | 0.7                  | 5.64                   | 0.6         | 3.45                       | 1.3           | 9.10                         | [ 36 ] |
| 10 | "Home Safe"          | 5 de janeiro de 2022    | 0.7                  | 6.06                   | 0.5         | 2.92                       | 1.3           | 8.98                         | [ 37 ] |
| 11 | "Lies"               | 12 de janeiro de 2022   | 0.7                  | 5.81                   | —           | —                          | —             | —                            | —      |
| 12 | "To Protect"         | 19 de janeiro de 2022   | 0.7                  | 5.79                   | 0.5         | 2.97                       | 1.2           | 8.76                         | [ 38 ] |
| 13 | "Still Water"        | 23 de fevereiro de 2022 | 0.7                  | 6.01                   | 0.4         | 2.59                       | 1.1           | 8.60                         | [ 39 ] |
| 14 | "Blood Relation"     | 2 de março de 2022      | 0.8                  | 5.81                   | 0.4         | 2.65                       | 1.2           | 8.46                         | [ 40 ] |
| 15 | "Gone"               | 9 de março de 2022      | 0.9                  | 6.38                   | 0.6         | 3.28                       | 1.5           | 9.66                         | [ 41 ] |
| 16 | "Closer"             | 16 de março de 2022     | 0.7                  | 5.33                   | 0.6         | 3.32                       | 1.3           | 8.65                         | [ 42 ] |
| 17 | "Adrift"             | 6 de abril de 2022      | 0.7                  | 5.71                   | 0.6         | 3.19                       | 1.3           | 8.90                         | [ 43 ] |
| 18 | "New Guard"          | 13 de abril de 2022     | 0.7                  | 5.90                   | 0.6         | 3.34                       | 1.3           | 9.24                         | [ 23 ] |
| 19 | "Fool's Gold"        | 20 de abril de 2022     | 0.7                  | 6.08                   | 0.6         | 3.33                       | 1.2           | 9.41                         | [ 44 ] |
| 20 | "Memory"             | 11 de maio de 2022      | 0.7                  | 5.56                   | —           | —                          | —             | —                            | —      |
| 21 | "House of Cards"     | 18 de maio de 2022      | 0.7                  | 5.47                   | —           | —                          | —             | —                            | —      |
| 22 | "You and Me"         | 25 de maio de 2022      | 0.7                  | 5.98                   | —           | —                          | —             | —                            | —      |

Notas
1. 1 2 3 4 5 6 7 8 9 10  A audiência ao vivo+7 dias não estava disponível, portanto, a audiência ao vivo+3 dias foi usada.

## Lançamento em DVD
| Chicago P.D. – Season Nine                                                                            | | |                           |                           |                           |
| Detalhes do DVD                                                                                       | Detalhes do DVD                                                                                       | Detalhes do DVD                                                                                       | Características Especiais | Características Especiais | Características Especiais |
| - 22 episódios - 5 discos - Áudio em Inglês (Dolby Digital 5.1 Surround) - Legendas: Inglês e Francês | - 22 episódios - 5 discos - Áudio em Inglês (Dolby Digital 5.1 Surround) - Legendas: Inglês e Francês | - 22 episódios - 5 discos - Áudio em Inglês (Dolby Digital 5.1 Surround) - Legendas: Inglês e Francês | Não possui                | Não possui                | Não possui                |
| Datas de lançamento                                                                                   | | |                           |                           |                           |
| Região 1                                                                                              | Região 1                                                                                              | Região 2                                                                                              | Região 2                  | Região 4                  | Região 4                  |
| 6 de setembro de 2022                                                                                 | 6 de setembro de 2022                                                                                 | 5 de setembro de 2022                                                                                 | 5 de setembro de 2022     | 14 de setembro de 2022    | 14 de setembro de 2022    |